# Phare de Black Head (Antrim)
Pour les articles homonymes, voir Fastnet.
Le phare de Black Head est un phare situé à l'extrême nord du Belfast Lough, dans le Canal du Nord, dans le comté d'Antrim (Irlande du Nord). Il est géré par les Commissioners of Irish Lights (CIL).
Il ne faut pas le confondre avec le phare de Black Head dans le comté de Clare.

## Histoire
Ce phare a été construit en 1902 au haut d'une falaise à l'extrême nord du Belfast Lough donnant accès au port de Belfast. C'est une tour octogonale en pierre de 15,5 m de haut, avec lanterne et galerie, peinte en blanc. La maison des gardiens, à deux étages, est construite à proximité avec d'autres bâtiments annexes. Le phare a été électrifié en 1965 et il est devenu autonome en 1975. La corne de brume a été supprimée en 1972. Ce feu émet un flash blanc toutes les 3 secondes.
En janvier 2010, l'Agence de l'Environnement a annoncé le classement de la station comme un site historique. Les maisons d'habitations ont été préservées et, en 2013, le CIL annonce leur adaptation comme logements de vacances. La station est accessible par la route et se situe à environ 4 km au nord de Whitehead.